# Аспалатус
Аспалатус (лат. Aspalathus) — род деревянистых растений семейства Бобовые (Fabaceae), распространённый в Южной Африке.

## Ботаническое описание
Кустарнички или кустарники, до 2 м высотой, стелющиеся, восходящие или прямостоячие, иногда с колючками. Листья обычно в пучках, тройчатые, реже цельные; листочки от плоских до вальковатых; прилистники отсутствуют.
Цветки преимущественно жёлтые, часто с пурпурным оттенком, реже белые или пурпурные, обычно собраны в головки или кисти, реже по (1) 2—3, пазушные или верхушечные; прицветники и прицветники часто листовидные. Чашечка с колокольчатой трубкой; доли обычно примерно равные, иногда самые низкие являются и самыми длинными. Венчик мотылькового типа: флаг обычно яйцевидный или округлый, коротко-когтистый, часто по спинке опушенный; крылья продолговатые, часто с поперечными бороздками, когтистые; лодочка обычно плосковыпуклая, выпуклая или иногда мешковидная, когтистая. Тычинки однобратственные; пыльники неравные: 5 коротких, 4 длинных и 1 промежуточный. Завязь обычно короткостебельчатая, косо-яйцевидная или ланцетная; пестик вогнутый, с крохотным, конечным, головчатым рыльцем. Стручок обычно раскрывающийся, от широкояйцевидного до ланцетного или реже линейного, вздутый или сжатый, односемянный. Семена почковидные или косо-яйцевидные.

## Таксономия
Aspalathus L., Sp. Pl. 2: 711 (1753).

### Синонимы
- Achyronia L.
- Acropodium Desv.
- Bootia Adans.
- Borbonia L.
- Cyphocalyx C.Presl
- Diallosperma Raf.
- Eriocyclax Neck.
- Heterolathus C.Presl
- Pachyraphea C.Presl
- Paraspalathus C.Presl
- Plagiostigma C.Presl
- Psilolepus C.Presl
- Sarcophyllum Willd.
- Sarcophyllus Thunb.
- Streptosema C.Presl
- Trineuria C.Presl

### Виды
Род включает около 300 видов, некоторые из них:
- Aspalathus calcarata Harv.
- Aspalathus candicans W.T.Aiton
- Aspalathus chenopoda L. typus[1]
- Aspalathus cliffortiifolia R.Dahlgren
- Aspalathus cordata (L.) R.Dahlgren
- Aspalathus glabrescens R.Dahlgren
- Aspalathus linearis (Burm.f.) R.Dahlgren — Аспалатус линейный, или Красный чай
- Aspalathus macrantha Harv.
- Aspalathus obtusata Thunb.
- Aspalathus prostrata Eckl. & Zeyh.
- Aspalathus psoraleoides (C.Presl) Benth.
- Aspalathus repens R.Dahlgren
- Aspalathus tulbaghensis R.Dahlgren
- Aspalathus varians Eckl. & Zeyh.